# محمد عبد الحميد رضوان
محمد عبد الحميد رضوان (5 فبراير 1941 - 2 نوفمبر 1987)، هو وزير الثقافة المصري الأسبق من سبتمبر 1981 حتى سبتمبر 1985.

## حياته ونشأته
بمركز دار السلام (أولاد طوق) بمحافظة سوهاج، ألحقه والده النائب الوفدي عبد الحميد رضوان بكلية الحقوق بتزكية خاصة من الزعيم مصطفى النحاس أتقن منها اللغة الإنجليزية بطلاقة وتعلم ركوب الخيل. بعدما تخرج منها عام 1966 عاد إلى بلدته أولاد طوق شرق عام 1969 ليبدأ حياته العملية كمحامي. بدأ محمد عبد الحميد رضوان حياته السياسية نائبا في مجلس الشعب عام 1974 ثم أصغر وكيل برلماني على مستوى العالم 14 مايو 1980 – 6 أكتوبر 1981 لمجلس الشعب إلى أن أصبح وزيرا للثقافة في سبتمبر عام 1981 حتى تم اختياره لمنصب وزير الدولة لشئون مجلسي الشعب والشورى في نوفمبر عام 1986.